# Lacon kikuchii
Lacon kikuchii is een keversoort uit de familie kniptorren (Elateridae). De wetenschappelijke naam van de soort is voor het eerst geldig gepubliceerd in 1929 door Miwa.